# Marià Albero
Marià Albero i Silla (Valencia, 27 de diciembre de 1949 - Sales de Llierca, Gerona, 12 de mayo de 2013) fue un músico y cantautor español reconocido artísticamente como Marià Albero y en sus inicios como Marian Albero, ligado a la canción en lengua catalana (Nova cançó) y al movimiento de la Ona Laietana (Onda Layetana).

## Trayectoria artística
Marià Albero se inició en el mundo de la canción de autor siguiendo los pasos de Raimon, grabando un EP para la discográfica Edigsa a finales de los años 60: Vam ser tots al jorn de la tardor (1967), le acompañó Francesc Pi de la Serra a la guitarra de doce cuerdas, posteriormente grabó dos discos sencillos para la misma compañía: Jo no ho crec / Classe mitja (1968) y La finestra / El joglar (1969). Estos primeros discos los editó con el nombre de Marian Albero.
Junto a Manel Joseph (solista de Orquestra Mirasol, Orquestra Plateria) forma en 1974 el efímero grupo Patatas fritas y graban un disco sencillo con Ariola, que daría después paso a la formación La Rondalla de la Costa con la que grabaría el disco Records de València (Zeleste/Edigsa, 1976) junto a Manel Joseph, Toni Xuclà, Martí Soler, Xavier García, Gustavo "Krupa" Quinteros y Xavier Batllés. Con Manel Joseph coincidirá en posteriores proyectos y mantendrá una buena amistad. 
En los años 70 produce discos como Chichonera's cat (1975) de Ia & Batiste, trabajo que incluye el tema "El gessamí i la rosa", poema de Josep Carner al que le pone música Ia Clua y que Serrat incluye en su Banda Sonora d' un temps d' un pais. 
Joan Manuel Serrat dejará constancia de su amistad con Marià Albero en la dedicatoria de la canción Per al meu amic, canto fraternal que le dedica al amigo y músico valenciano.
Marià Albero publicó su último disco en 1995: Estampida, un álbum básicamente instrumental basado en danzas populares de diversos países mediterráneos. Promotor y activista cultural, Marià Albero trabajará posteriormente en diferentes frentes del espectáculo, la canción, teatro de calle y la animación a lo largo de su trayectoria profesional. Una actividad artística señalada por el entusiasmo y el trabajo de investigación sobre las llamadas músicas de raíz. 
Marià Albero era hermano del político y exministro Vicente Albero. Falleció el 12 de mayo de 2013 en Sales de Llierca (Girona), lugar en el que residía. 